# Transe Express
 (décembre 2012).
Si vous disposez d'ouvrages ou d'articles de référence ou si vous connaissez des sites web de qualité traitant du thème abordé ici, merci de compléter l'article en donnant les références utiles à sa vérifiabilité et en les liant à la section « Notes et références ».
 (mai 2017).
 (mai 2017).

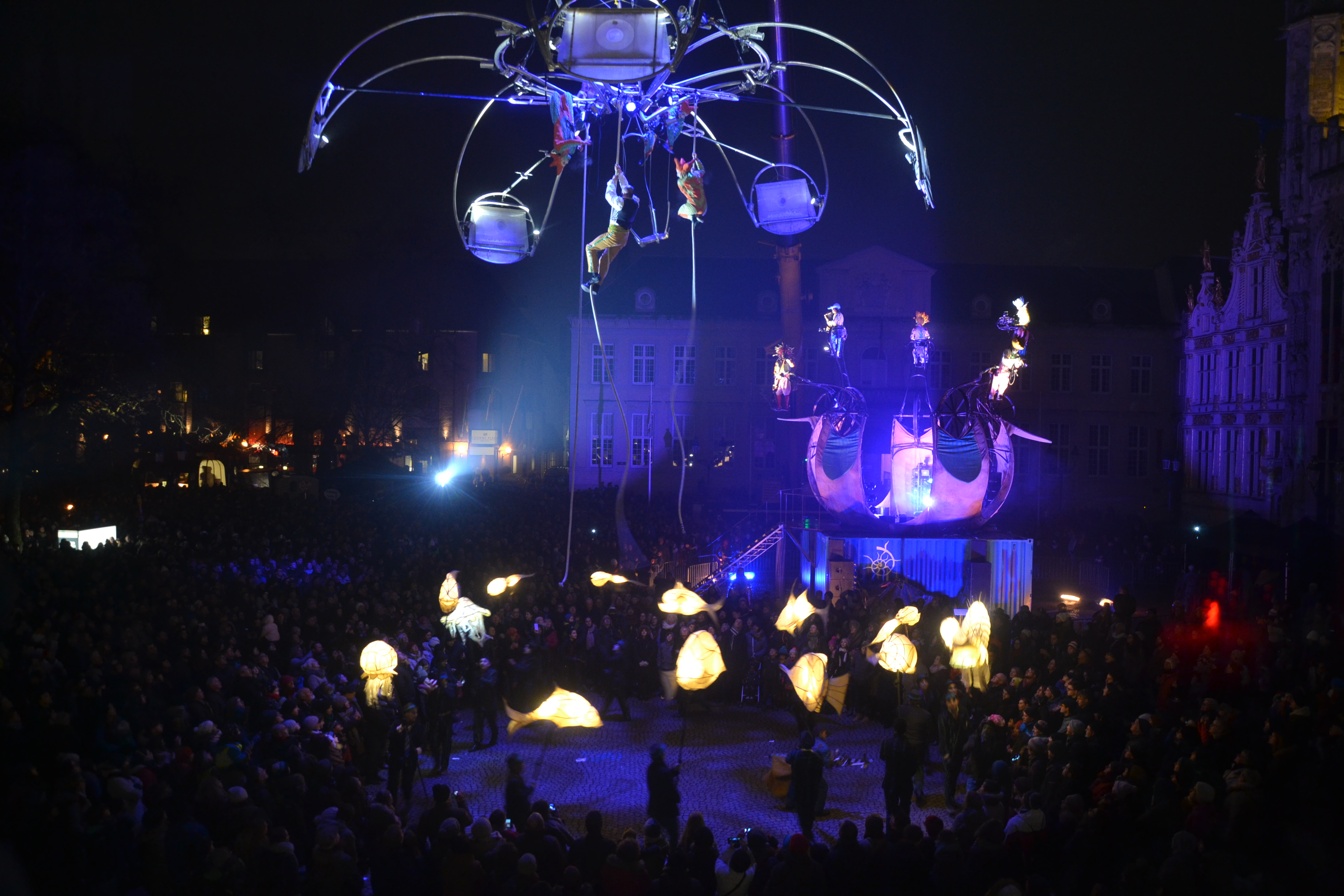
Spectacle de la compagnie à Bruges, en Belgique.

Transe Express est une compagnie de théâtre de rue française fondée en 1982 par le sculpteur Gilles Rhode et la chorégraphe Brigitte Burdin. Elle est spécialisée dans les créations aériennes destinées à être vues du plus grand nombre. Ses spectacles intègrent différentes disciplines : musique, théâtre, cirque, danse, arts plastiques, pyrotechnie… Créatrice et initiatrice de l'« Art céleste », Transe Express fait partie des compagnies pionnières des arts de la rue grands formats. Elle s’est illustrée notamment lors de l’ouverture des Jeux olympiques d’Albertville en 1992, sur le parvis de Beaubourg lors du passage au IIe millénaire ou pour l’ouverture du Festival de Sydney. La compagnie est basée à Eurre, dans la Drôme, à la Gare à Coulisses, où elle crée, réalise et répète ses productions.

## Répertoires des spectacles
- 1982 : Création de la compagnie, création de Flambart et Suzy la poupée mécanique, comédie de geste en duo de Brigitte Burdin et Gilles Rhode.
- 1985 : Coréalisation  avec Archaos de Cirque de caractère.
- 1986 : Création Les Tribulations de Rosemonde, un spectacle jeune public.
- 1987 : Création Itinéraire Bis - cheminement spectaculaire.
- 1988 : Création Bar Barre, mêlant danse et théâtre.
- 1989 : Création du spectacle Les Tambours, spectacle déambulatoire.
- 1990 : Création à Villeurbanne de la première machine céleste Mobile Homme, attraction  aérienne.
- 1991 : Création Phénomène - théâtre fantastique jazz et Avis de tempête - musique de rue et d'orage.
- 1992 : Création L'Homme catapulté - attraction foraine.
- 1993 : Création TNT - comédie de rythme et de gestes.
- 1994 : Création Héphaistos - rituel de rythme et de feu.
- 1995 :  La compagnie imagine la première Base des arts de la rue : le Kiosque à Coulisses à Crest.
- 1996 : Création à Calais de la 2e machine volante Maudits Sonnants qui a remporté le Prix du Jury du festival d’Holzminden (Allemagne), puis le Prix du Public au festival International de Valladolid (Espagne) en 2001.
- 1997 : Création de Hou les cornes - conte imagé; petite forme créée pour les Fêtes Caprines dans la Drôme.
- 1999 : Création de la 3e machine céleste Lâcher de Violons qui obtient le prix spécial du jury au festival des Arts de la Rue de Pertuis en 2001. Création et représentation de Roue-Ages, dans le cadre de l’opération « aux portes de l’an 2000 » le 31 décembre sur les Champs Elysées, Paris. Création de Cocagne - Boîte à musique monumentale.
- 2000 :  Création des 2000 Coups de Minuit, qui réunit 1000 tambours pour 2000 baguettes sur le parvis du Centre Pompidou, pour fêter le passage au IIe millénaire. Création de Cocagne, Art céleste.
- 2002 > 2004 : Création du plus grand format de Transe Express: Rois faignants à travers l’Europe.
- 2006 : Création de M.O.B. -Mobile Oblique et Bancal, machine céleste d’inspiration organique.
- 2007 : Inauguration et ouverture de la Gare à Coulisses, Base des arts de la rue à Eurre.
- 2008 : Création de Cabaret Chromatic, spectacle fauve mêlant prouesses circassiennes, théâtre, musique et arts plastiques.
- 2011 : Création du spectacle Les Tambours de la Muerte.
- 2012 : Création du spectacle Diva d'Eau - opérette Aqua fantastique.
- 2013 : Création de Colin Tampon - escorte percutante au service du quidam.
- 2014 : Création de Mù - cinématique des fluides.

## Les grands événements
- 1992 : Représentation pour l’ouverture des Jeux Olympiques d’Albertville, et création de L’Homme Catapulté, attraction foraine pour le lancement du festival d’Aurillac.
- 1993 : Clôture des Jeux Méditerranéens à Nîmes, et création de TNT, comédie de rythme et de prouesse.
- 1995 : Représentation au Parc de la Villette pour les feux de la Saint Jean, et au festival Lowlands à Amsterdam.
- 1996 : Inauguration du Tunnel sous la Manche à Calais.
- 1998 : Célébration de la capitale culturelle européenne, Stockholm.
- 1999 :  Célébration de la capitale culturelle européenne, Weimar.
- 2000 :  « Les 2000 Coups de Minuit »,Place Beaubourg, Paris, 31 décembre et  « Roue-Ages », « Aux Portes de l’an 2000 » Champs Elysées, à Paris le 31 décembre
- 2001 : Ouverture des Olympiades de théâtre à Moscou
- 2002 : La compagnie célèbre le Bicentenaire de la naissance de Victor Hugo à Besançon et crée l’événement avec Boulevard d’Hugo, spectacle forain et céleste. Le 10 novembre, à Crest, la compagnie fête ses 20 ans et offre à plus de 8000 spectateurs une grande parade regroupent 300 artistes. Représentation de Lâcher de Violons aux Olympiades Culturelles des J.O. d’Athènes.
- 2005 : nouveau départ pour l’édification de la Base des arts de la rue sur l’écosite d’Eurre. Les Rois Faignants ouvrent le festival de Sydney et les Tambours clôturent l’année de la France en Chine sur la Grande Muraille.
- 2006 : Représentations au Sziget Festival à Budapest et pour la célébration de la capitale culturelle européenne, Patras.
- 2007 : Tournée austro-hongroise pour les Rois Faignants, en Corée et au Brésil pour Mobile Homme. La Note Bianca, Rome.
- 2008 : Représentations pour la clôture de l’Exposition Universelle à Saragoza, pour la célébration de la capitale culturelle européenne à Sibiu, et pour le festival de Bogota en Colombie.
- 2009 : Ouverture des championnats du monde de ski à Val d’Isère. Tournée des Rois Faignants de 7000 km sur le sol brésilien devant 70 000 spectateurs pour l’Année de la France au Brésil.
- 2010 : Ouverture du pavillon Rhône-Alpes à l’Exposition Universelle de Shanghai. Représentations aux Olympiades Culturelles des J.O. de Vancouver, au Hi Seoul Festival en Corée et pour le départ du Tour de France à Rotterdam. Ouverture du festival d’Avignon. Le Mobile Homme se produit au festival Womadélaïde en Australie et pour la Fête des Lumières à Bron. Maudits Sonnants est joué aux festivals Santa Lucia et Cervantino au Mexique. Lâcher de Violons se produit au Adana Theatre Festival en Turquie. La compagnie fête les 20 ans du spectacle Mobile Homme avec Mobilissimo, spectacle réunissant plusieurs structures du Mobile Homme, joué à Lodz en Pologne, pour le Sibiu International Theatre Festival en Roumanie, et au Nouvel An de St Raphaël.
- 2011 : Ouverture du festival Santiago a Mil et tournée au Chili.